# 덴마크계 미국인
덴마크계 미국인(영어: Danish Americans, 덴마크어: Dansk-amerikanere)은 조상의 뿌리가 덴마크에서 완전히 또는 부분적으로 기원한 미국인을 말한다. 덴마크인 출신 또는 후손의 미국인은 약 1,300,000명이다.
1865년 이후 미국에 온 대부분의 덴마크인들은 경제적인 이유로 이민을 떠났다. 1865년까지 유럽의 덴마크 인구는 의학과 식품 산업의 발전으로 인해 크게 증가했으며, 이로 인해 빈곤율이 높아지고 덴마크인들의 다른 나라로의 이주가 증가했다. 토지 매각도 이주의 또 다른 이유였으며, 많은 덴마크인들이 위스콘신주, 미네소타주, 사우스다코타주, 노스다코타주에서 농부가 되었다. 1870년대에는 전체 덴마크 이민자의 거의 절반이 가족과 함께 미국에 정착했지만 1890년대에는 가족 이민이 전체의 25%에 불과했다. 이 이민자들 중 상당수는 결국 덴마크로 돌아갔다. 덴마크의 특정 지역에서 토지 불평등이 심해지면서 이민율이 높아졌다. 또한 예수 그리스도 후기 성도 교회에 소속된 선교사들은 유타주로 이주한 많은 덴마크인을 개종시켰다. 덴마크계 미국인들은 다른 유럽 그룹보다 미국 사회에 더 빨리 동화되었고, 그들의 문화 유산을 보존하는 데 있어 가장 통합성이 낮았다.

## 역사
덴마크의 미국 이민은 1660년대 덴마크 서인도 회사가 버진 제도에 도착하면서 덴마크의 식민지화와 함께 시작되었다. 소수의 덴마크인들은 북미 대륙으로 계속 이주했으며, 네덜란드 식민지인 뉴네덜란드와 종교적 안식처인 펜실베이니아주도 초기 덴마크인들이 거주했다. 덴마크인들의 미국으로의 대규모 이주는 19세기 중반에 시작되었다.

## 덴마크어 사용
약 30,000명의 덴마크계 미국인이 덴마크어를 계속 사용하고 있다. 2000년 미국 인구 조사에 따르면 33,400명의 사람들이 집에서 덴마크어를 사용하고 있으며, 이 수치는 5년 후 (2005년 미국 커뮤니티 조사) 29,467명으로 감소하여 약 11.8% 감소한 수치이다.

## 문화
미국 의회도서관은 덴마크계 미국인들이 다른 스칸디나비아계 미국인들보다 "전국적으로 퍼져나가면서 비교적 빠르게 용광로 속으로 사라졌다... 덴마크인들은 가장 응집력이 약한 집단이자 자신들의 기원에 대한 의식을 잃은 최초의 집단이었다"고 지적했다. 역사학자들은 덴마크인들의 영어 사용 비율이 높고, 비덴마크인과 결혼하려는 의지와 귀화 시민이 되고자 하는 열망이 그들의 빠른 동화에 기여한 요인으로 꼽았으며, 이미 더 동화된 독일계 미국인 공동체와의 상호작용도 지적했다.

## 대표적인 인물
- 거츤 보글럼
- 라스 울리히
- 피터 노빅
- 필로 판즈워스
- 크리스토퍼 닐슨
- 버디 엡슨
- 카이 윈딩
- 줄리언 카사블랑카스
- 이기 팝
- 안 포레스트
- 게일 손더가드
- 조 조겐슨
- 우마 서먼
- 스칼렛 요한슨